# حركة البعث العربي
حركة البعث العربي هي حركة بعثية سبقت حزب البعث العربي الاشتراكي. سمّي الحزب في البداية باسم حركة الإحياء العربي حتى 1943 عندما تبنى اسم البعث. تأسست الحركة في عام 1940 من قبل ميشيل عفلق. وتأثر مؤسسوها بالقومية والاشتراكية.

## التاريخ
تشكلت الحركة في عام 1940 باسم حركة الإحياء العربي من المغترب السوري ميشال عفلق. بعد فترة بسيطة من تأسيسها أصبحت تشارك في الأنشطة العسكرية القومية العربية المناهضة للاستعمار. بما في ذلك عفلق مؤسس اللجنة السورية لمساعدة العراق في 1941 لمساعدة العراق ودعمه ضد الاستعمار البريطاني في الحرب الإنجليزية العراقية حيث أرسلت اللجنة السورية أسلحة ومتطوعين للقتال إلى جانب القوات العراقية ضد البريطانيين.